# Organisme de les Nacions Unides per la Vigilància de la Treva

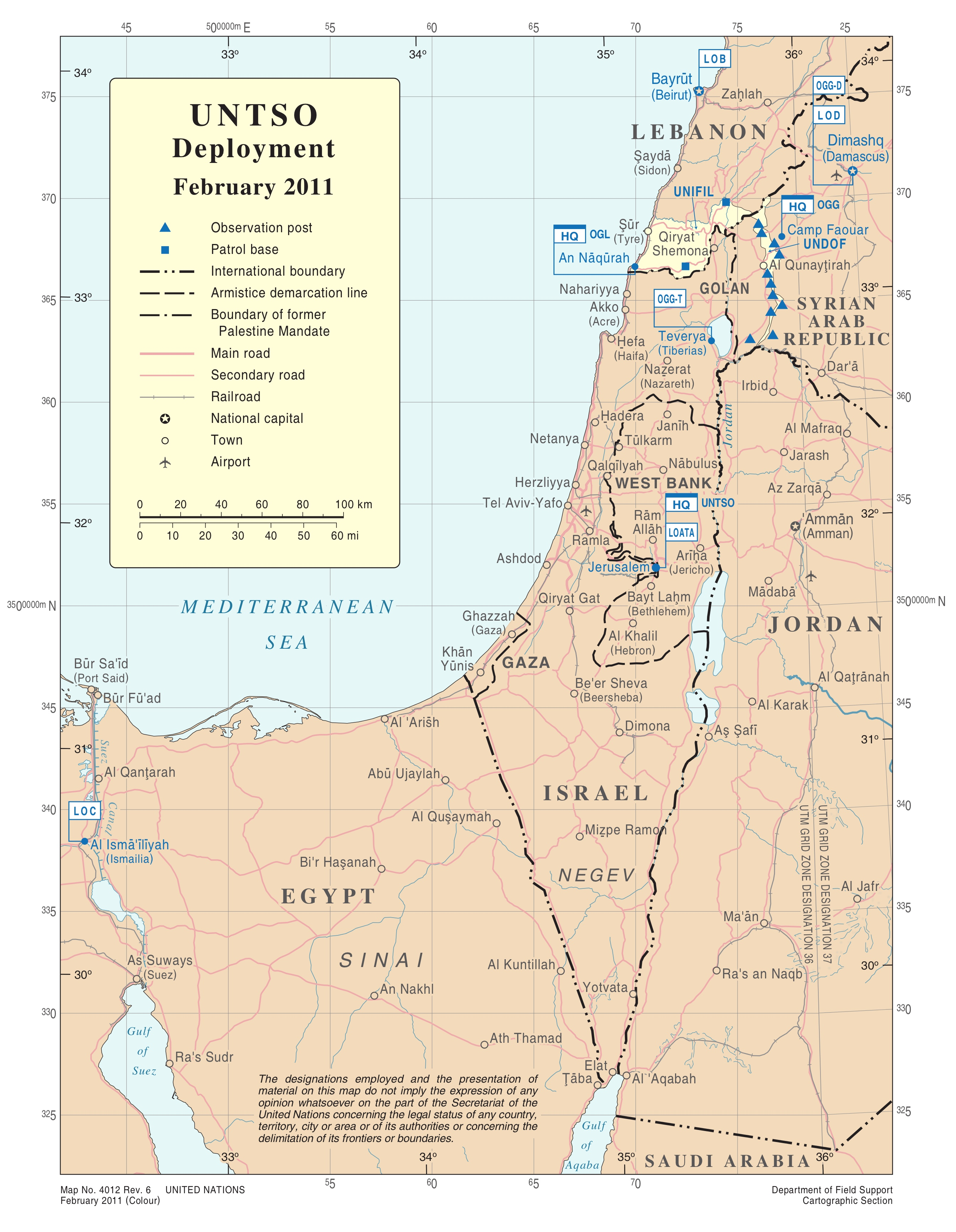
Desplament de l'ONUVT a febrer de 2011.

L'Organisme de les Nacions Unides per la Vigilància de la Treva (ONUVT o UNTSO en anglès) és una organització fundada el 29 de maig de 1948 pel manteniment de la pau a Orient Mitjà. La seva tasca principal era proporcionar l'estructura de comandament militar a les forces de manteniment de la pau a l'Orient Mitjà per permetre que els mantenidors de la pau observessin i mantinguessin l'alto el foc i, com sigui necessari, ajudant les parts als Acords d'Armistici a la supervisió d'aplicació i compliment dels termes d'aquests Acords. L'estructura de comandaments de la UNTSO es va mantenir per cobrir les organitzacions posteriors de manteniment de la pau de la Força de les Nacions Unides d'Observació de la Separació (UNDOF) i la Força Provisional de les Nacions Unides al Líban (UNIFIL).

## Antecedents
En resposta a una petició del comte Folke Bernadotte, Mediador de les Nacions Unides per a Palestina, el Secretari General de les Nacions Unides, Trygve Lie, va enviar a 50 membres de la força de guàrdia de les Nacions Unides de Lake Success, Nova York per ajudar al mediador a supervisar la treva a l'antic mandat britànic en 1948 i es va establir l'"UNTSO", la primera operació de manteniment de la pau de les Nacions Unides. Tots els membres de les parts van tenir a la Seu funcionaris públics internacionals amb antecedents de servei amb la Secretaria de les Nacions Unides. Mentre treballaven a Palestina, continuarien utilitzant uniformes de guàrdia de les Nacions Unides. Els observadors militars de la UNTSO romanen a l'Orient Mitjà per controlar els alto el foc, supervisar els acords d'armistici, evitar incidents aïllats d'escalada i assistir a altres operacions de manteniment de la pau de l'ONU a la regió.
Aquesta resolució va constituir la base per a l'establiment de la primera operació de manteniment de la pau de les Nacions Unides que es va conèixer com l'Organització de Supervisió de la Treva de les Nacions Unides Arxivat 2011-08-24 a Wayback Machine.. El novembre de 1947, l'Assemblea General de les Nacions Unides va aprovar un pla per al partició del llavors Mandat Britànic de Palestina, que previa la creació d'una Estat àrab i un Estat jueu, amb Jerusalem sota tutela amb estatus internacional. El pla no va ser acceptat pels palestins ni la Lliga Àrab i només va ser parcialment acceptat per l'Agència Jueva de Palestina.
El 14 de maig de 1948, el Regne Unit va renunciar al seu mandat sobre Palestina i es va proclamar l'Estat d'Israel. L'endemà, els Estats àrabs van envair el territori del Mandat de Palestina.
El 14 de maig de 1948 l'Assemblea aprova la resolució 186 (S-2) que afirma el seu suport als esforços del Consell de Seguretat per aconseguir una treva a Palestina; decideix nomenar un mediador dels EUA. Es va nomenar el comte Folke Bernadotte de Suècia. I el va enviar a Palestina. El 22 de maig de 1948, el Consell de Seguretat adopta la resolució 49 (1948), que demana l'abstenció de qualsevol acció militar hostil a Palestina. La resolució també fa una crida a les parts per facilitar la tasca del mediador de l'ONU.
El 23 de maig de 1948, Thomas C. Wasson, cònsol dels Estats Units i membre de la Comissió de Tregues de les Nacions Unides va ser assassinat a Jerusalem.
El 29 de maig de 1948, la Resolució 50 del Consell de Seguretat de les Nacions Unides (1948), va demanar la cessació d'hostilitats a Palestina i va decidir que la treva havia de ser supervisada pel mediador de les Nacions Unides Folke Bernadotte de Wisborg, amb l'assistència d'un grup d'observadors militars. El primer grup d'observadors militars, conegut com l'Organització de Supervisió de la Treva de les Nacions Unides (UNTSO), va arribar a la regió al juny de 1948,quan el Consell de Seguretat de les Nacions Unides va amenaçar la intervenció del Capítol VII. Per fer complir la primera de dues treves, de quatre setmanes, l'ONU va establir una formació d'observadors, amb membres procedents de Bèlgica, França i els Estats Units. El 6 de juliol els observadors de l'ONU van tenir la seva primera víctima amb la mort del comandant observador francès René Labarriere, qui va resultar ferit a prop de la zona d'Afoula i després va morir a l'hospital jueu d'Afoula. Va ser ferit mentre investigava una suposada violació de les disposicions de treva per part de les forces jueves. El 1949, els observadors militars de la UNTSO es van mantenir per supervisar els Acords d'armistici araboisraelians de 1949 entre Israel i els seus veïns àrabs, que durant molts anys foren la base principal de la treva incòmoda a tota la zona.
El Mediador va rebre instruccions el 29 de maig de 1948 per crear una treva d'un mes a Palestina. El concepte Mediator es va associar amb la Comissió de Conciliació de les Nacions Unides per vigilar de manera general el pla de la Treva. Com a conseqüència, el Mediador i la Comissió de Tregues serien proveïts d'una sèrie d'observadors militars que van establir un precedent per a l'assignació actual de l'UNMO (Observadors Militars de les Nacions Unides) a l'Orient Mitjà.
La treva d'un mes va entrar en vigor l'11 de juny de 1948. El mateix dia, el primer grup de 36 observadors va arribar via El Caire (Egipte) i van continuar arribant durant els propers tres dies. La primera treva no va durar molt de temps a causa de la violència generalitzada que va tornar a sorgir. Com a resultat, els observadors van ser retirats el 9 de juliol de 1948. La segona treva, d'antuvi indefinida, va ser convocada pel Consell de Seguretat de les Nacions Unides el 15 de juliol de 1948. Aquesta declaració es va posar en vigor el 18 de juliol de 1948. Era la Resolució 54 del Consell de Seguretat i el Mediador va rebre instruccions per supervisar l'observança de la treva i establir procediments per examinar les presumptes infraccions de la treva des de l'11 de juny de 1948, i va autoritzar al Mediador per fer front a les infraccions mitjançant accions locals apropiades; la resolució 54 també va demanar al mediador que informés al Consell de Seguretat sobre el funcionament de la treva i, si calgués, l'acció apropiada. Durant la tardor de 1948, la UNTSO es va restableix amb un augment de grandària per supervisar la Segona Treva. El primer grup d'observadors per servir a Palestina sota el mediador de les Nacions Unides, el Comte Folke Bernadotte, va arribar a Rodes a les 6 PM. GMT 20 de juliol. Incloïa 41 estatunidencs i aproximadament 25 belgues i es van desplegar el 21 de juliol de 1948. El grup inicial es va expandir ràpidament a un total de 93a causa de la gran àrea que havia de cobrir. A mesura que el nombre de personal va créixer, la Secretaria de les Nacions Unides (de Personal) va donar suport a la creació de l'Organització de Supervisió de la Treva de les Nacions Unides (UNTSO), la mateixa organització dels observadors militars de les Nacions Unides. Inicialment, el comandament estava dirigit per un Cap de Gabinet (un oficial general d'un dels països participants) d'acord amb la direcció personal del Mediador, (un civil).
El 17 de setembre de 1948 el mediador de l'ONU comte Folke Bernadotte i el coronel André Serot, durant una gira oficial de servei a Jerusalem, van ser assassinats "a sang freda ... al barri de Katamon de Jerusalem per assaltants jueus ". Ralphe Bunche, cap de la Missió de les Nacions Unides a Palestina, en la seva carta dirigida al ministre d'Afers Exteriors israelià Moshe Shertok, va escriure: és una indignació contra la comunitat internacional i una violació indescriptible de la moral elemental. La seva seguretat, per tant, i la dels seus tinents sota les normes ordinàries de la llei i l'ordre eren una responsabilitat del govern provisional d'Israel, les seves forces armades i els seus representants controlaven i administraven la zona. L'acte constitueix una violació de la treva de la màxima gravetat per la qual el Govern Provisional d'Israel ha d'assumir la plena responsabilitat. El Govern provisional d'Israel no va presentar l'informe al Consell de Seguretat ni al Mediador interí sobre el progrés de la investigació sobre l'assassinat del comte Bernadotte.

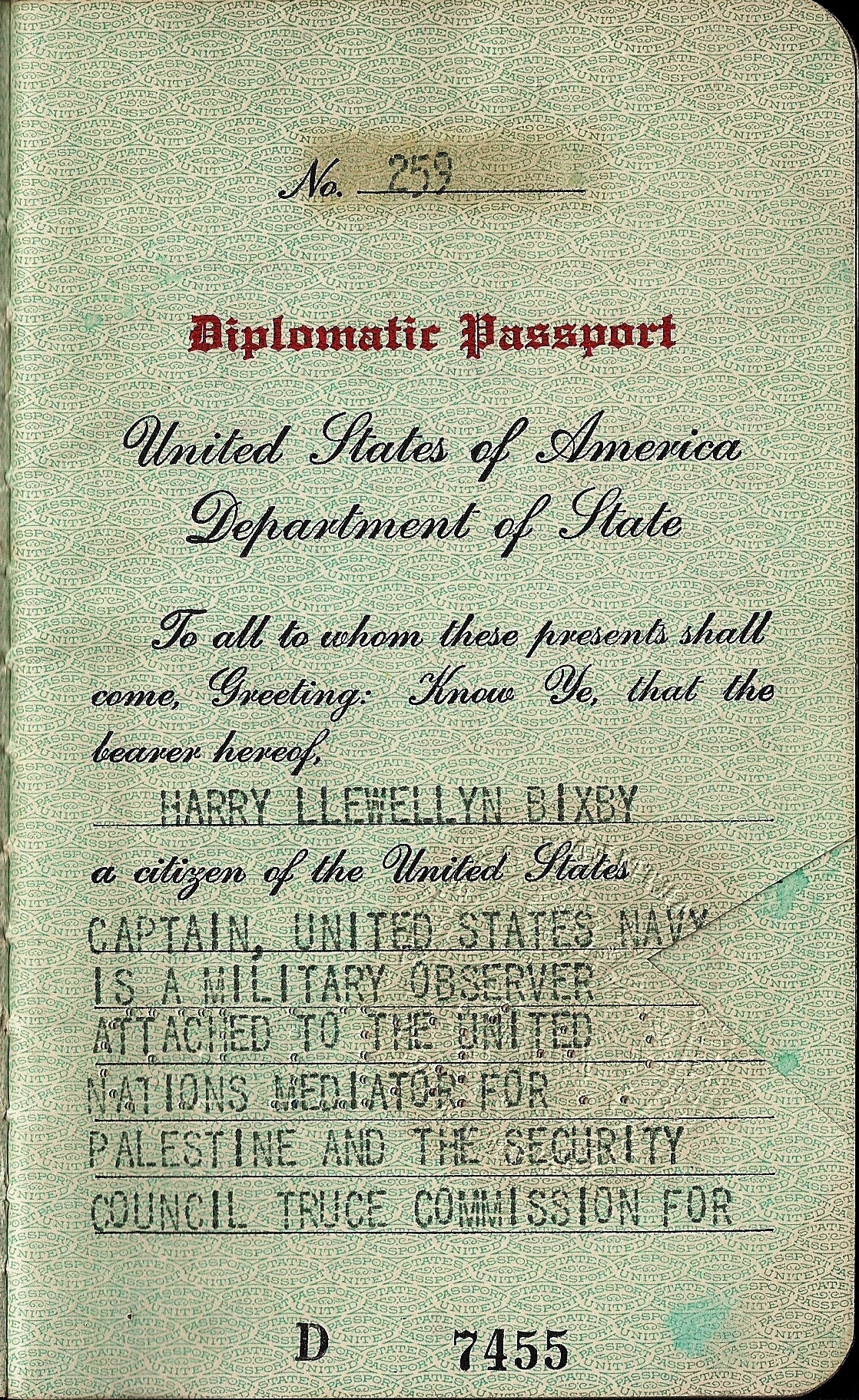
El mediador de les Nacions Unides de 1949 va emetre el passaport diplomàtic nord-americà. El titular era capità de marina, observador militar adjunt a la comissió de treva del consell de seguretat per a Palestina.

Després de l'assassinat, les converses entre les parts en conflicte van començar sota la supervisió del mediador interí, Ralph Bunche.
Els acords d'armistici general (GAA) van sortir de les xerrades presidides pel mediador. Les activitats de la UNTSO han estat i encara estan repartides per territoris de cinc estats i, per tant, tenen relacions amb cinc països d'acollida: Egipte, Israel, Jordània, Líban i República Àrab Síria. Des d'aleshores, la UNTSO també ha supervisat els acords d'armistici general de 1949 i l'observació de l'alto el foc a la zona del Canal de Suez i els Alts del Golan després de la Guerra dels Sis Dies de juny de 1967.
L'11 d'agost de 1949, el Consell de Seguretat va decidir que la funció dels mediadors havia estat completada i que el paper d'observar l'alto el foc havia de passar al Cap de Gabinet de l'UNTSO.

## Seu
El Caire va ser la seu inicial de la UNTSO. La divisió de la UNTSO es va traslladar, poc després de la seva creació, a Haifa (enclavament britànic en aquest moment), a la fi de juny de 1948. La seu de Haifa va ser evacuada el 9 de juliol a causa de la renovada lluita. Amb el retorn de les forces de pau de l'ONU a Israel el 21 de juliol de 1948, la seu de l'UNTSO es va tornar a traslladar el 7 d'octubre de 1948 per la tercera i última vegada a la Casa de Govern de Jerusalem.
L'UNTSO té oficines a Beirut i Damasc.

### Països que aporten
Els països que aporten recursos militars a l'UNTSO són Argentina, Austràlia, Àustria, Bèlgica, Canadà, Xile, la República Popular de la Xina, Dinamarca, Estònia, Finlàndia, França, República d'Irlanda, Itàlia, Nepal, els Països Baixos, Nova Zelanda, Noruega, Rússia (abans la Unió Soviètica), Eslovènia, Eslovàquia, Sècia, Suïssa, i els Estats Units.

### Dia Internacional dels Mantenidors de la Pau de les Nacions Unides
El 29 de maig ha estat designat com el "Dia Internacional del Personal de la Pau de les Nacions Unides" per part de l'ONU. El 29 de maig de 2008, sent el 60è aniversari del desplegament les forces de manteniment de la pau de les Nacions Unides.

## Evolució de l'UNTSO
Després de les guerres de 1948, 1956, 1967 i 1973, les funcions dels observadors van canviar a la llum de les circumstàncies canviants, però van romandre a la zona, actuant com a contenidors de les parts hostils i com a mitjà per la qual incidents aïllats podrien estar continguts i impedits d'escalar-se en conflictes importants.

### Abans de 1949

#### Resolució 181
El 29 de novembre de 1947, l'Assemblea General de les Nacions Unides va adoptar la Resolució 181 sobre "La futura constitució i govern de Palestina", que estableix un "Pla de partició amb la Unió Econòmica". El resultat de la votació va ser de 33 a favor, 13 en contra i 10 abstencions. L'informe es componia de quatre parts:
- constitució futura i govern de Palestina;
- fronteres;
- ciutat de Jerusalem;
- i capitulacions.

Va demanar la creació d'estats àrab i jueu, com a màxim, a partir de l'1 d'octubre de 1948, amb Jerusalem com a "corpus separatum" sota un règim internacional administrat per l'ONU amb el Consell Fiduciari com a òrgan designat a aquest respecte. El pla també incloïa passos a prendre abans de la independència, inclosos els problemes de ciutadania, trànsit, unió econòmica entre els dos estats, accés als llocs sagrats i drets religiosos i minoritaris. La resolució 181 (II) també establia la Comissió de les Nacions Unides per Palestina per dur a terme el pla. El Consell d'Administració Fiduciària administrava Palestina durant deu anys.

#### Resolucions 42 a 46: crides a l'alto el foc
Com que s'incrementaren els desordres a Palestina el Consell de Seguretat va votar i va adoptar la resolució 42 (1948) del 5 de març de 1948, apel·lant a tots els governs i pobles, especialment a Palestina i els seus voltants, que adoptessin totes les mesures possibles per prevenir o reduir els trastorns que es produïen a Palestina. > El Consell d'Administració Fiduciària va decidir el 10 de març de 1948 en la seva resolució 32 (II) "que l'estatut de Jerusalem està de forma satisfactòria i accepta que la qüestió de la seva aprovació formal, juntament amb el nomenament d'un governador de la ciutat, serà assumit en una reunió posterior que se celebrarà com a més tard una setmana abans del 29 d'abril de 1948", el termini fixat al Consell per l'Assemblea (el 21 d'abril de 1948 el Consell d'Administració Fiduciaria va transmetre la Resolució juntament amb el projecte d'estatut a l'Assemblea General). La situació a Palestina es va tornar cada vegada més caòtica quan el Consell de Seguretat es va reunir l'1 d'abril de 1948, va adoptar la Resolució 43 (1948), en què es demana "una treva immediata a Palestina" i crida a "l'Agència Jueva de Palestina i s l'Alt Comitè Àrab perquè posin a disposició del Consell de Seguretat representants amb la finalitat d'organitzar una treva entre les comunitats àrabs i jueves de Palestina, i posa l'accent en la gran responsabilitat que suposaria que qualsevol part no observés aquesta treva ".
El Consell de Seguretat adopta la Resolució 44 (1948). Invocant l'article 20 de la Carta de les Nacions Unides l'1 d'abril de 1948, en què el Consell de Seguretat va demanar al secretari general que convoqués un període extraordinari de sessions de l'Assemblea General per considerar el futur del govern de Palestina.
El 17 d'abril de 1948 la situació a Palestina s'havia deteriorat encara més i el Consell de Seguretat va adoptar la Resolució 46 1948), que demana a totes les persones i organitzacions de Palestina que cessin immediatament totes les activitats militars, així com els actes de violència, terrorisme i sabotatge; abstenir-se de qualsevol acció que posi en perill la seguretat dels llocs sants a Palestina i abstenir-se d'importar o adquirir o ajudar o fomentar la importació o l'adquisició d'armes i materials de guerra (embargament d'armes). També demana al Govern del Regne Unit, com a poder mandatari, que supervisi l'execució d'aquestes mesures i que mantingui informat el Consell de Seguretat i l'Assemblea General sobre la situació a Palestina.
L'Assemblea General fou convocada per al seu segon període extraordinari de sessions entre el 16 d'abril i el 14 de maig de 1948, durant el qual es considera un document de treball presentat pels Estats Units sobre la qüestió del "Fideïcomís de Palestina", al que es van oposar la Unió de les Repúbliques Socialistes Soviètiques (URSS) i l'Agència Jueva.

#### Resolució 185: Jerusalem
L'Assemblea va adoptar la resolució 185 (S-2) del 26 d'abril de 1948, demanant al Consell d'Administració Fiduciària que estudiés mesures per a la protecció de Jerusalem, els seus habitants i que presentés propostes a l'Assemblea General.

#### Resolucions 186 i 187: Nomenament de Bernadotte
El 14 de maig de 1948, l'Assemblea va adoptar la resolució 186 (S-2), que va afirmar el seu suport als esforços del Consell de Seguretat per aconseguir una treva a Palestina; va decidir nomenar un mediador de l'ONU a Palestina i especifica les funcions del mediador; i va alleujar a la Comissió de Palestina d'un "exercici de responsabilitats" addicionals a la resolució 181 (II). El comte Folke Bernadotte de Suècia és nomenat mediador. Després de rebre propostes del Consell d'Administració Fiduciària, l'Assemblea va aprovar la resolució 187 (S-2), recomanant al Poder Mandatari el nomenament d'un Comissionat Municipal Especial per a Jerusalem.
El 14 de maig de 1948 es va proclamar l'estat jueu d'Israel, un dia abans que expirés el mandat i just abans que l'Assemblea General iniciés un debat sobre la resolució principal que contenia la idea dels EUA sobre la tutela de Palestina. El govern dels Estats Units i el de la URSS reconeixen l'Estat jueu. Esclata la guerra a Palestina. Diversos exèrcits àrabs s'enfrontaren a les forces jueves del Govern Provisional d'Israel.

### 1949 a 1956
El període comprès entre agost de 1949 i juny de 1956 va ser inicialment caòtic, però ràpidament es va establir una rutina de queixes sobre els fronts jordà, egipci, sirià i libanès. Va ser inicialment possible que el personal de l'ONU tractés les denúncies de violacions de la "Treva" al nivell del comandant local. A mesura que avançava el temps, les parts participants van sorgir una cultura de reclamació i contrareclamació i, independentment del treball dur i l'intent genuí de la UNTSO, la intensitat dels incidents violents va augmentar. Les GAA s'havien preparat precipitadament per anticipar-se a una pau inicial segons el Pla de particions de 1947 i la principal preocupació era acabar amb el vessament de sang en la major brevetat. Com a resultat, les línies d'armistici havien estat traçades temporalment amb límits temporals marcats sense pensar en les viles fronteres existents o els drets de l'aigua. Els acords d'armistici eren de caràcter purament militar, destinats a proporcionar una etapa de transició entre la treva i la pau final. Constituïen, en efecte, acords de no-agressió de durada il·limitada, però no contenien cap disposició per establir relacions normals entre els països veïns. Les línies d'armistici no van seguir les línies de lluita en tots els casos, especialment en la línia de l'armistici sirià. I, en el cas de la línia d'armistici egipci, les forces d'Israel van continuar empenyent cap al sud arribant a Umm Rashrash (Eilat) en març Després de l'Acord General d'Armistici (GAA) Israel-Egipte del 24 de febrer de 1949. Això va provocar friccions en l'establiment de les "línies de treva". La contribució a la fundació d'una existència pacífica per part de les Comissions Mixtes d'Armistici (MAC) estava limitada per les sancions que les MACs podien aplicar (condemna formal del Consell de Seguretat). Durant aproximadament 18 anys, (des de 1949 fins després de la Guerra de 1967), la manca d'harmonia dins dels MAC va ser típica de la relació existent entre els països. A excepció del MAC Israel-Líban, la disputa i la discòrdia foren comunes.
Les MAC van ser molt diferentes entre elles, i es van produir quatre missions úniques de manteniment de la pau sota la direcció de l'ONU. les controvèrsies sobre la Comissió Mixta d'Armistici Israel-Síria (ISMAC) centrades en la mercaderia més preuada de l'Orient Mitjà: l'aigua i la sobirania de la DMZ. Qüestions contencioses en el Comissió Mixta d'Armistici Israel-Regne Haixemita de Jordània (HKJIMAC) es referia principalment a la ciutat dividida de Jerusalem, l'enclavament israelià de Muntanya Scopus i el sortint de Latrun (sobirania de la DMZ), la infiltració àrab a través de la línia de demarcació de l'armistici i les incursions militars israelians a gran escala en el territori jordà. Els problemes aviat van sorgir per la infiltració per part dels àrabs desplaçats, seguits dels atacs de represàlia i intimidació pels israelians, i van provocar tensions a les fronteres. La infiltració del palestins consistia inicialment en grups desarmats que creuaven per recuperar llurs possessions, collir els seus cultius o visitar familiars; les infiltracions posteriors van ser d'individus armats i després van progressar en petites incursions de represàlia. Com va explicar Glubb Paixà:-
| « | Una profunda urgència psicològica que impulsa a un pagès a saltar i morir a la seva terra. Moltes d'aquestes persones dissortades ara són assassinades, recollint les seves pròpies taronges i olives més enllà de la línia. El valor de la fruita és sovint insignificant. Si les patrulles jueves el veuen, és assassinat a terra sense preguntes. Però continuaran tornant a les seves granges i jardins. | » |

La infiltració israeliana en el territori jordà es va organitzar en incursions de represàlia per unitats militars tal com el que va passar a les incursions a Qibya i Nahhalin. La frustració d'Israel amb l'ONU i les altres parts va portar a la seva retirada de l'ISMAC el 1951 i de la HKJIMAC el 1954. El funcionament del MAC Israel-Líban es va mantenir sense problemes a causa de l'actitud més relaxada de les patrulles israelianes cap a repatriats i infiltrats. Les disputes amb Egipte, qui va prohibir als vaixells israelians navegar pel Canal de Suez i va bloquejar el golf d'Aqaba, pertanyien a la DMZ d'al Auja. El 1955 Egipte va donar suport als atacs fedaïns (els que se sacrifiquen) provocant que Israel deixés d'assistir al MAC egipci i intensifiqués les incursions a la Franja de Gaza i la Península de Sinaí, i com a resultat que Egipte armés els fedaïns. A partir del 21 de setembre de 1955 la zona desmilitaritzada d'Egipte i Israel va ser ocupada per les forces armades d'Israel, el secretari general Dag Hammarskjöld i el cap de l'Estat Major de la UNTSO van intentar implementar un pla de retirada de les forces armades d'Israel i l'eliminació de forces egípcies des de posicions prohibides. Els articles VII i VIII de l'Acord d'Armistici Egipte-Israel van establir una zona desmilitaritzada (DMZ) centrada en El-Auja i va prohibir la presència de forces armades, també va prohibir que Egipte mantingués posicions en una zona contigua a l'oest de la Zona Demilitaritzada i limités les armes i tropes a les zones defensives a banda i banda de la línia. Tant Egipte com Israel havien indicat al secretari general la seva disposició a complir plenament aquests dos articles, en el marc del retorn al ple compliment de l'Acord d'Armistici. El govern d'Israel va assegurar la seva completa acceptació del pla en principi. La retirada acordada, però, mai va tenir lloc. El compliment complet dels Acords d'Armistici era incompatible amb la invocació d'un estat de guerra. La invasió a gran escala de 1956 de les forces britàniques, franceses i israelianes va seguir la decisió d'Egipte del 26 de juliol de 1956 de nacionalitzar el Canal de Suez després de la retirada d'una oferta de Gran Bretanya i dels Estats Units per finançar la construcció de la resclosa d'Assuan. La invasió va demostrar la irrellevància de la UNTSO en la solució final de la pau completa i duradora.

### De la crisi de Suez a la guerra de sis dies
Després de la Guerra de 1956 (sovint esmentada com la Crisi de Suez), l'UNTSO va ajudar en gran manera a l'establiment de la Força d'Emergència de les Nacions Unides (UNEF); en gran manera, el resultat dels esforços diplomàtics del secretari general de les Nacions Unides Dag Hammarskjöld i una proposta del ministre canadenc d'Afers exteriors Lester Pearson, proporcionant un grup de personal militar entrenat per operacions de manteniment de la pau i emergència a la UNEF. Va ser la primera vegada que es va aprofitar l'experiència de la UNTSO per establir una Missió de les Nacions Unides. La contribució de la UNTSO a la UNEF va establir el precedent per a moltes missions de l'ONU.
Israel, després de la Guerra de 1956, va cessar posteriorment tota cooperació/participació en el seu MAC Egipci-israelià. El 8 de novembre, el representant d'Israel va informar al Secretari General que el seu Govern retiraria les seves forces d'Egipte immediatament després de la celebració d'acords satisfactoris amb les Nacions Unides en relació amb la Força Internacional d'Emergència. Com a resultat, es van fer acords a través dels quals, sense cap modificació de l'estructura jurídica o l'estatus de l'Organització de Supervisió de la Treva de les Nacions Unides a l'àrea de Gaza es va col·locar sota el control operatiu de la Força. Es va mantenir una estreta cooperació entre la UNTSO i la UNEF.
L'Assemblea General, el 19 de gener de 1957, va assenyalar "amb pesar i preocupació el fracàs d'Israel de retirar-se del territori egipci". Més tard, el 2 de febrer de 1957, el Consell va deplorar l'"incompliment d'Israel respecte de la finalització de la seva retirada i va convocar Israel per completar la seva retirada sense demora". El 6 de març de 1957, el general Burns va poder informar al secretari general de l'ONU que "les tropes de les forces d'emergència de les Nacions Unides estan ara en posició en tots els camps i centres de població de la Franja de Gaza". La retirada escalonada de les forces israelians de la Franja de Gaza, amb l'excepció d'una unitat de tropa d'Israel camp de Rafah, a les 04.00 GMT del 7 de març de 1957, es va dur a terme segons el pla i sense incidents. Per acord, aquest últim element d'Israel va ser retirat a 16:00 GMT el 8 de març i es va produir una retirada total israeliana de la zona Xarm el-Xeikh al mateix temps. En els anys següents, El MAC Israel-Egipte va romandre inactiu, tot i que UNTSO va ser cridada ocasionalment per investigar incidents que implicaven sovint beduïns al Negev.
En el període que s'està examinant, el sector libanès estava relativament tranquil, sorprenentment si es pensa en esdeveniments posteriors en aquesta zona. El MAC Israel-Líban es va reunir regularment i havia desenvolupat una rutina per tractar els incidents que es van produir. En canvi, els sectors jordà i sirià van ser escenaris d'incidents freqüents i sovint greus, i tant el MAC Israel-Jordània com l'Israel-Síria van ser prou actius en compliment del seu mandat.
En el sector jordà, la majoria dels problemes van sorgir en relació amb el creuament il·legal de la frontera i pel que fa a la situació a Jerusalem, hi havia, en particular, el control dels combois periòdics que subministraven subministraments al enclavament israelià de Mont Scopus.
En resposta a les activitats realitzades per Israel a la zona desmilitaritzada entre les línies de demarcació de l'armistici a la zona de la Cambra de Govern a Jerusalem, les queixes de Jordània a les Nacions Unides van fer que el Consell de Seguretat adoptés la Resolució 127 del Consell de Seguretat de les Nacions Unides (1958) el 22 de gener de 1958, observant que l'estat de la zona es veu afectat per les disposicions de les GAA Israel-Jordània i que ni Israel ni Jordània gaudeixen de sobirania sobre cap part de la zona i es dirigeixen al Cap de Gabinet de la UNTSO a Palestina per regular les activitats a la zona. Els assumptes de sobirania en les DMZ no van ser mai l'esfera de l'arbitratge de la UNTSO, però, com es dirà més endavant, també s'ha involucrat profundament en el tema en el sector sirià.
Després d'un assaig uniformat el 17 de març de 1961 per a una desfilada militar a la part ocupada per Israel de Jerusalem, en la qual es va produir un fort armament militar, Jordània es va queixar davant el MAC. El 20 de març de 1961, la Comissió Mixta d'Armisticis va decidir que "aquest acte d'Israel és una violació de l'Acord General d'Armistici". El MAC també va condemnar aquest acte per part d'Israel i va demanar a les autoritats israelianes que prenguessin les mesures més fortes per evitar la recurrència d'aquest incompliment de la GAA i abstenir-se de portar a Jerusalem qualsevol equip que fos superior al permès sota els termes de la GAA. Les autoritats israelianes encara contemplaven la celebració de la desfilada Militar uniformada el 20 d'abril de 1961 a la part ocupada per Israel a Jerusalem. El Consell de Seguretat, l'11 d'abril de 1961, va adoptar Resolució 162 del Consell de Seguretat de les Nacions Unides (1961), va aprovar la decisió del MAC del 20 de març de 1961; relacionat amb la desfilada militar prevista pel 20 d'abril de 1961 a la part ocupada per Israel de Jerusalem, i va instar a Israel a complir la decisió del MAC feta el 20 de març de 1961. Això va demostrar que el concepte MAC encara tenia el suport complet de les Nacions Unides.
L'Acord d'Armistici Israel-Síria va proporcionar una zona desmilitaritzada (DMZ) a la zona del llac Hula al peu de les altures del Golan, zona que abastava l'àrea de Palestina tal com es defineix en el Mandat de les Nacions Unides ocupat per forces síries en el moment de l'armistici. Aquesta zona de distensió administrativa ha estat constantment una font d'incidents que implica el MAC Israel-Síria. Els intents de l'UNTSO de limitar les activitats agrícoles israelianes a causa de la propietat àrab de la terra (segons el mapa cadastral de la zona) van fracassar a mesura que Israel es va negar a acceptar cap limitació a les seves activitats civils a qualsevol lloc de la zona de distensió. S'han produït fortes lluites entre Israel i Síria després d'un treball israelià emprès en territoris àrabs ala DMZ el Consell de Seguretat en la resolució 92 (1951) i la resolució 93 (1951), de 8 i 18 de maig de 1951, van instar les parts a aturar la lluita i a donar suport a la petició del Cap de Gabinet de la UNTSO de donar a conèixer a la companyia israeliana cessar totes les operacions a la DMZ fins que es concerti un acord a través del president de la MAC per continuar el seu projecte. En la resolució 111 (1956) del 19 de gener de 1956, el Consell de Seguretat va tractar l'enfrontament que s'havia incrementat després de la interferència de les autoritats sirianes amb activitats legítimes israelianes al llac Tiberíades. Va condemnar com "de cap manera justificada" l'acció israeliana adoptada en resposta a aquesta interferència en forma d'un atac de forces regulars israelianes contra les forces regulars sirianes en territori sirià. També va assenyalar que, en violació de les disposicions de l'Acord d'Armistici General sobre la zona de distensió, la zona havia estat travessada per les forces israelianes que van entrar a Síria.
Després d'un prolongat enfrontament militar entre les parts, el Consell de Seguretat va tornar a participar en la situació d'Israel-Síria el 1962 a la llum d'un informe del Cap de Gabinet de l'UNTSO sobre les activitats militars a la zona del Llac Tiberíades i a la zona desmilitaritzada. El Consell, en la resolució 171 (1962), de 19 d'abril de 1962, va observar amb satisfacció que s'havia aconseguit un alto el foc. Va deplorar els intercanvis hostils que havien tingut lloc i va demanar als governs interessats que respectessin l'Acord General d'Armistici. Va determinar que un atac israelià dels dies 16-17 de març havia estat una violació flagrant dels seus compromisos i va demanar a Israel que escrupolosament s'abstingués d'aquestes accions en el futur. També va instar a ambdues parts a complir escrupolosament el cessament del foc organitzat pel Cap de Gabinet de la UNTSO, i va cridar específicament a l'observança estricta de l'article de la GAA que preveu l'exclusió de les forces armades de la zona desmilitaritzada i de l'annex a la GAA que estableix límits a les forces a la zona defensiva.
També cal assenyalar que no per primera vegada el servei desarmat amb l'UNTSO comportava riscos. Al juny de 1967 el Comandant Thomas Wickham de les Forces de Defensa Irlandeses fou mort a trets a Síria.

### DeYom Kippura la guerra entre Israel i el Líban
Com a resultat de la Guerra del Yom Kippur, la ubicació dels Observadors de l'Assemblea General de les Nacions Unides a l'Orient Mitjà es va veure afectada dràsticament. No obstant això, la majoria d'Observadors encara es troben al mateix lloc avui. En el sector egipci-israelià, el personal de la UNTSO es va estructurar al voltant del concepte "Grup" d'observadors i es va col·locar sota les Forces de l'ONU de manteniment de la pau que ocupaven la regió. El Grup d'Observadors Sinaí va ser format i adscrit a la Segona Força d'Emergència de les Nacions Unides (UNEF II). La Carta de la UNEF II va caducar el 24 de juliol de 1979, que només va deixar la presència de la UNTSO. Els observadors (UNMO) es van reestructurar en noves OP, que es van situar en punts de vista de la península del Sinaí. Per al grup Sinai, la seva oficina principal estava situada a El Caire (el 1993 es va traslladar a Ismaïlia, més a prop de les OP). A la frontera israelià-siriana, la missió d'observació i supervisió de l'alto el foc de la UNTSO va continuar, però amb una línia reiterada de l'alto el foc. Grups observadors Damasc i Golan (sector sirià) es van establir com a resultat de la Força de les Nacions Unides d'Observació de la Separació (UNDOF). Aquests llocs encara estan actius avui i estan en la mateixa ubicació.
Poc després de la Guerra de 1973, la participació dels Estats Units a l'UNTSO es va expandir a vint-i-cinc oficials. La porció del Cos de Marines dels Estats Units d'Amèrica va ser de sis. Aproximadament al mateix període, els soviètics van fer un moviment sorpresa i van anunciar el seu suport a la UNTSO i també van voler proporcionar observadors. Per mantenir una presència equilibrada entre les Superpotències de l'Est i l'Oest, la participació russa es va establir al mateix nivell que els Estats Units (que era vint-i-cinc en aquell moment). Posterior al conveni de 1973, va augmentar la quantitat d'observadors per a tots els països participants. Com a resultat, el nombre de personal que havien de proporcionar la Unió Soviètica i els Estats Units es va restablir a trenta-sis cada un (que encara roman avui). Atès que el personal estatunidenc no està autoritzat al Líban (una limitació del Secretari de Defensa dels Estats Units Frank Carucci, degut a l'amenaça al personal estatunidenc), hi ha un moviment actual per reduir la participació dels EUA a la UNTSO. De la mateixa manera, els soviètics haurien de deixar la seva participació en el mateix nombre que els Estats Units. A causa del llarg procés diplomàtic, aquesta proposta encara no ha estat aplicada per ambdues nacions. No obstant això, es preveu que la proposta tingui una consideració favorable.

### Després de la guerra del Líban
El Conflicte Israel-Líban va començar a finals dels anys setanta. Va proporcionar l'últim canvi important a l'UNTSO tal com coneixem actualment l'organització. Després de l'esclat de la guerra civil libanesa i la invasió israeliana al Sud del Líban (març de 1978), les Nacions Unides van establir la Força Provisional de les Nacions Unides al Líban (UNIFIL). Els observadors de la UNTSO es van reorganitzar d'aquesta manera al Grup Observador Líban (OGL) per ajudar a la UNIFIL. El setembre de 1982 va veure un punt baix per l'UNTSO amb la mort de quatre dels seus observadors oficials no armats en una explosió de mina terrestre als afores de Beirut. Les nacionalitats dels morts van ser un finlandès, un irlandès i dos estatunidencs. Com que la penetració israeliana va avançar cap al nord, la posició del Grup Observador Líban es va ajustar. (15:372) Una tasca addicional de l'Oficina d'Enllaç de les Nacions Unides a Beirut (UNLOB) va ser lliurada a la seu de la Comissió Mixta Armistícia Israel-Líban (ILMAC) que ja estava situada a Beirut. Sota la supervisió del Cap de Gabinet de la UNTSO, UNLOB / ILMAC va funcionar com una oficina central/d'enllaç de doble propòsit per a la UNTSO i la UNIFIL. Quatre soldats de pau de l'ONU no armats van ser assassinats per vaga aèria d'Israel el 25 de juliol de 2006.

## Avui
El personal de la UNTSO també ha estat disponible a curt termini per formar el nucli d'altres operacions de manteniment de la pau. La disponibilitat dels observadors militars de la UNTSO per a la seva implementació gairebé immediata després que el Consell de Seguretat hagués actuat per crear una nova operació ha estat un factor contributiu enorme per a l'èxit d'aquestes operacions.
Els observadors militars no estan armats i realitzen els seus treballs observant i notificant violacions dels acords d'alto el foc, desacords, etc. que són rellevants per a la seva àrea d'operacions. Tots els observadors militars són oficials experimentats amb rang de capità o major procedents de totes les branques del servei de les forces armades als seus respectius països.
Els observadors militars treballen en equips multinacionals, de manera que qualsevol observació sempre serà confirmada per almenys dos observadors de diferents nacions, com a mesura per assegurar la imparcialitat.
Actualment, l'UNTSO proporciona observadors militars a tres missions diferents de l'ONU a la zona; el Grup d'Observadors Líban (OGL), que dona suport a UNIFIL al sud del Líban, el grup d'observadors Golan (OGG) que recolza la UNDOF als Alts del Golans i el Grup Observador Egipte (OGE) a la Península del Sinaí.
L'OGG, que té la seu central co-localitzada amb la seu de la UNDOF a Camp Faouar a Síria, es divideix en dues estacions; OGG-D (Grup d'Observadors Golan-Damasc) amb seu a Damasc, Síria i OGG-T (Grup d'Observadors Golan-Tiberiades) amb seu a Tiberíades, Israel. Cada estació posseeix diverses publicacions d'observació a cada costat de l'àrea de separació (AOS) que es va posar en marxa com a part de l'Acord de separació de 1974 entre Síria i Israel després de la guerra del Yom Kippur de 1973. Els observadors militars realitzen inspeccions quinzenals dins de l'Àrea de Limitacions (AOL) per verificar que ambdues parts s'adhereixen a les limitacions dels nivells de tropes i equips militars dins de les zones de 10, 20 i 25 km de l'AOS segons la prescripció de la retirada de l'acord de 1974.
La HQ de OGL es troba localitzada amb la seu d'UNIFIL a Naquora, sud del Líban. OGL gestiona quatre bases de patrulla al llarg de la Línia Blava, una línia de demarcació entre Israel i el Líban.
OGE es troba a Ismaïlia pel Canal de Suez a Egipte. L'OGE porta patrulles a curt i llarg termini a la península del Sinaí.

## Comandants (Caps d'Estats Major) de l'UNTSO
| Data inici            | Data fi              | Nom                 | Rang           | País         |
| --------------------- | -------------------- | ------------------- | -------------- | ------------ |
| Maig de 1948          | Juliol de 1948       | Thord Bonde         | Coronel        | Suècia       |
| Juliol de 1948        | Setembre de 1948     | Åge Lundström       | General Major  | Suècia       |
| Setembre de 1948      | Juny de 1953         | William E. Riley    | Tinent General | Estats Units |
| Juny de 1953          | Setembre de 1954     | Vagh Bennike        | General Major  | Dinamarca    |
| Agost de 1954         | Novembre de 1956     | E.L.M. Burns        | Tinent General | Canadà       |
| Novembre de 1956      | Març de 1958         | Byron V. Leary      | Coronel        | Estats Units |
| Març de 1958          | Juliol de 1960       | Carl von Horn       | Tinent General | Suècia       |
| Juliol de 1960        | Desembre de 1960     | R.W. Rickert        | Coronel        | Estats Units |
| Gener de 1961         | Maig de 1963         | Carl von Horn       | Tinent General | Suècia       |
| Maig de 1963          | Juliol de 1970       | Odd Bull            | Tinent General | Noruega      |
| Juliol de 1970        | Octubre de 1973      | Ensio Siilasvuo     | Tinent General | Finlàndia    |
| Octubre de 1973       | Març de 1974         | Richard Bunworth    | Coronel        | Irlanda      |
| Març de 1974          | Agost de 1975        | Bengt Liljestrand   | General Major  | Suècia       |
| Setembre de 1975      | Desembre de 1975     | Keith D. Howard     | Coronel        | Austràlia    |
| Gener de 1976         | Març de 1978         | Emmanuel Erskine    | General Major  | Ghana        |
| Abril de 1978         | Juny de 1979         | William O'Callaghan | Tinent General | Irlanda      |
| Juny de 1979          | Gener de 1980        | O. Forsgren         | Coronel        | Suècia       |
| Febrer de 1980        | Febrer de 1981       | Erkki R. Kaira      | General Major  | Finlàndia    |
| Febrer de 1981        | Maig de 1986         | Emmanuel Erskine    | General Major  | Ghana        |
| Maig de 1986          | Juny de 1987         | William O'Callaghan | Tinent General | Irlanda      |
| Juny de 1987          | Octubre de 1990      | Martin O. Vadset    | Tinent General | Noruega      |
| Octubre de 1990       | Octubre de 1992      | Hans Christensen    | General Major  | Finlàndia    |
| Octubre de 1992       | Desembre de 1993     | Krisna Thapa        | General Major  | Nepal        |
| Desembre de 1993      | Abril de 1994        | John Fisher         | Coronel        | Nova Zelanda |
| Abril de 1994         | Juny de 1995         | Luc Bujold          | Coronel        | Canadà       |
| Juny de 1995          | Setembre de 1995     | Jaakko Oksanen      | Coronel        | Finlàndia    |
| Octubre de 1995       | Març de 1998         | Rufus Kupolati      | General Major  | Nigèria      |
| Abril de 1998         | Març de 2000         | Tim Ford            | General Major  | Austràlia    |
| Abril de 2000         | Març de 2002         | Franco Ganguzza     | General Major  | Itàlia       |
| Març de 2002          | Sept 2004            | Carl Dodd           | General Major  | Irlanda      |
| Novembre de 2004      | Novembre de 2006     | Clive Lilley        | General Major  | Nova Zelanda |
| Novembre de 2006      | Febrer de 2008       | Ian Gordon          | General Major  | Austràlia    |
| Febrer de 2008        | Abril de 2011        | Robert Mood         | General Major  | Noruega      |
| Maig de 2011          | Juny de 2013         | Juha Kilpiä         | General Major  | Finlàndia    |
| Juliol de 2013        | 31 de Juliol de 2015 | Michael Finn        | General Major  | Irlanda      |
| 1 de setembre de 2015 | Juny de 2017         | Dave Gawn           | General Major  | Nova Zelanda |